# سیارک ۱۶۶۲۶
سیارک ۱۶۶۲۶ (به انگلیسی: 16626 Thumper، نامگذاری:1993HJ3) شانزده هزار و ششصد و بیست و ششمین سیارک کشف شده‌است که در ۲۰ آوریل ۱۹۹۳ کشف شد.
قدر مطلق سیارک برابر ۲۵.۷ است.